# Anisakidae
Anisakidae je čeleď hlístic parazitujících u vodních organismů, zejména ryb a vodních savců. Jejich vývoj je heteroxenní a zahrnuje obvykle vodní bezobratlé a ryby jako mezihostitele či paratenické hostitele. Některé druhy jsou přenosné i na člověka, který se nakazí pozřením čerstvých ryb a rybích výrobků. Nejznámějším druhem je Anisakis simplex.

## Přehled rodů
- Anisakis
- Contracaecum
- Ophidascaris
- Phocascaris
- Pseudoterranova
- Raphidascaris
- Sulcascaris
- Terranova